# West-Aziatische voetbalbond
De West-Aziatische voetbalbond is een voetbalbond voor West-Aziatische landen. De afkorting van deze voetbalbond is WAFF (West Asian Football Federation). De bond organiseert verschillende toernooien en is opgericht in 2001. Het hoofdkantoor staat in Amman, dat ligt in Jordanië.

## Leden
De bond begon aanvankelijk met 6 leden. Daar kwamen 7 landen bij. Iran verliet de bond in 2014 om lid te worden van een nieuwe voetbalbond, de Centraal-Aziatische voetbalbond (CAFA).
| Land                         | Lid vanaf | Nationale bond                                  |
| ---------------------------- | --------- | ----------------------------------------------- |
| Bahrein                      | 2010      | Bahreinse voetbalbond                           |
| Irak                         | 2001      | Iraakse voetbalbond                             |
| Jemen                        | 2009      | Jemenitische voetbalbond                        |
| Jordanië                     | 2001      | Jordaanse voetbalbond                           |
| Koeweit                      | 2010      | Koeweitse voetbalbond                           |
| Libanon                      | 2001      | Libanese voetbalbond                            |
| Oman                         | 2010      | Omaanse voetbalbond                             |
| Palestina                    | 2001      | Palestijnse voetbalbond                         |
| Qatar                        | 2009      | Qatarese voetbalbond                            |
| Saoedi-Arabië                | 2010      | Saoedi-Arabische voetbalbond                    |
| Syrië                        | 2001      | Syrische voetbalbond                            |
| Verenigde Arabische Emiraten | 2009      | Voetbalbond van de Verenigde Arabische Emiraten |
| Voormalige leden             |           |                                                 |
| Iran                         | 2001–2014 | Iraanse voetbalbond                             |

## Voorzitters
| Voorzitter                       | Periode |
| -------------------------------- | ------- |
| Ali bin al-Hoessein van Jordanië | 2001–   |

## Toernooien
- West-Aziatisch kampioenschap voetbal, een toernooi voor de nationale mannenelftallen.
- West-Aziatisch kampioenschap voetbal mannen onder 23, een toernooi voor de nationale mannenelftallen onder de 23 jaar.
- West-Aziatisch kampioenschap voetbal mannen onder 18, een toernooi voor de nationale mannenelftallen onder de 18 jaar.
- West-Aziatisch kampioenschap voetbal mannen onder 15, een toernooi voor de nationale mannenelftallen onder de 15 jaar.
- West-Aziatisch kampioenschap voetbal voor vrouwen, een toernooi voor de nationale vrouwenelftallen.
- West-Aziatisch kampioenschap voetbal vrouwen onder 18, een toernooi voor de nationale mannenelftallen onder de 18 jaar.
- West-Aziatisch kampioenschap voetbal vrouwen onder 15, een toernooi voor de nationale mannenelftallen onder de 15 jaar.